# André Ribeiro
André David Oliveira Ribeiro, noto semplicemente come André Ribeiro (Carouge, 9 giugno 1997), è un calciatore svizzero naturalizzato portoghese, attaccante del Rapperswil-Jona.

## Caratteristiche tecniche
È un'ala sinistra.

## Carriera

### Club
Nato in Svizzera da genitori portoghesi, ha fatto tutta la trafile delle squadre giovanili dello Zurigo.
Nel 2017 viene acquistato dal Braga che lo aggrega alla seconda squadra. Tra il 2019 ed il 2021 totalizza complessivamente 28 presenze nella prima divisione svizzera con il San Gallo; nel gennaio del 2021 si trasferisce al Grasshoppers, con cui segna un gol in 10 presenze nella seconda divisione svizzera, campionato che peraltro viene vinto dalla sua squadra.

### Nazionale
Nel 2017 ha partecipato con la nazionale Under-20 portoghese al Mondiale di categoria.

## Palmarès

### Club

#### Competizioni nazionali
- Challenge League: 1

Grasshoppers: 2020-2021